# 沙漠岩漆

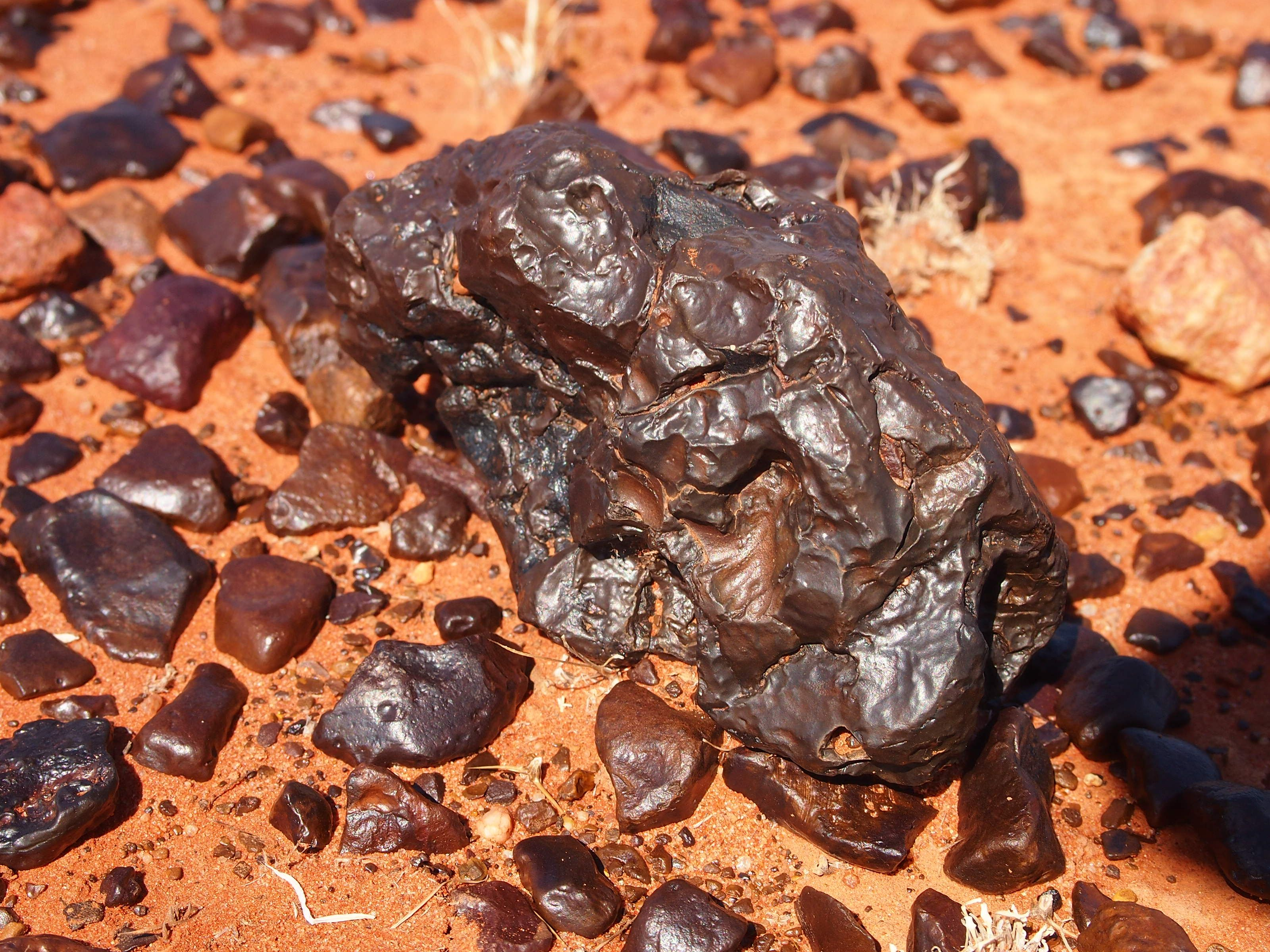
荒漠漆皮， 地點：澳洲中部

沙漠岩漆（英語：Desert varnish）或岩石漆皮是在乾旱環境中裸露的岩石表面上的橙黃色至黑色表層。 大約一微米厚，具有納米細的分層。 岩銹和沙漠銅綠是不太常用的同意術語。

## 形成
沙漠岩漆只能在穩定的岩石表面形成。而且容易遭受風和水的磨損。漆皮主要由粘土顆粒以及鐵和錳的氧化物組成。 還含有許多微量元素和一些有機物。漆皮的顏色從棕色到黑色不等。實驗研究以證明，沙漠岩漆的主要成分實際上是二氧化矽，而不是之前認為的粘土 。而且可由無機化學方法進行了複製，研究也指出，沙漠岩漆是微生物石化劑和水的指示劑。漫遊者在火星上似乎也觀察到沙漠岩漆。

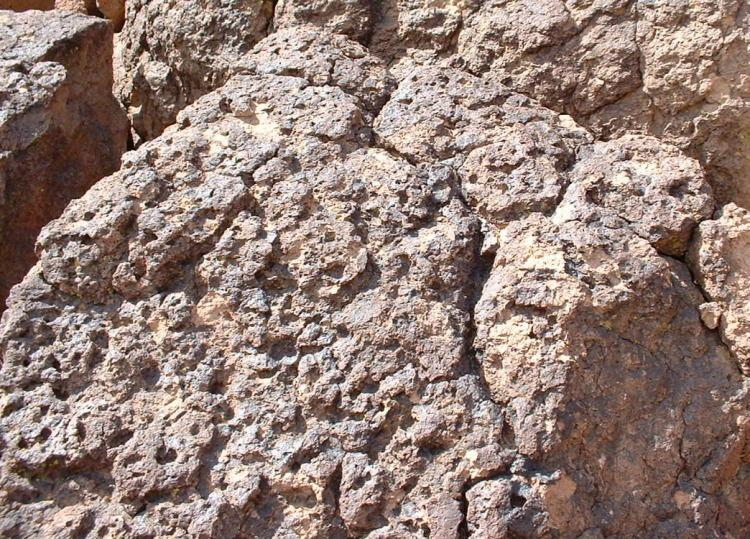
Bishop Tuff 上的沙漠岩漆

## 組成
早期沙漠岩漆的物質被認爲是由從它所覆蓋的岩石中出來的 。 然而，它的主要部分是經由風帶來的粘土
。粘土可以吸附其他物質，在沙漠的高溫陽光下，這些物質和粘土加上露水會發生化學反應，而造成漆皮。 [3] 黑色沙漠岩漆的錳含量異常高。錳在地殼中相對稀有，僅佔其重量的 0.12%。然而，在黑色沙漠岩漆中，錳的含量要高出 50 到 60 倍。另一種假説認爲沙漠岩漆是由錳氧化微生物造成的，這些微生物在缺乏有機營養的環境中很常見。 但pH 值高於 7.5 的環境就不適合富錳微生物。在這種情況下，會形成橙色漆皮，其中錳 (Mn) 含量低，但鐵 (Fe) 含量高 。 Mn/Fe 含量在沙漠岩漆的變化與潮濕和乾旱氣候有關。
岩石有不同的保留沙漠岩漆的能力。例如，石灰岩通常沒有漆皮，因為它們的水溶性太高，漆皮易於脫落。反之不易風化的，如玄武岩、細石英岩和變質頁岩等，其表面易於形成閃亮、緻密和黑色的漆皮。

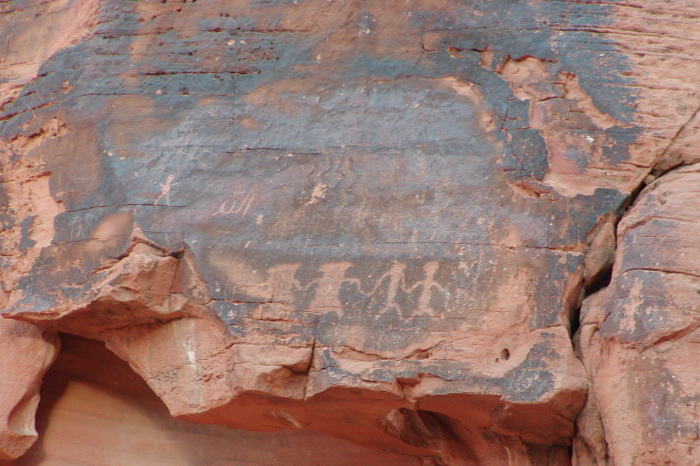
在內華達州拉斯維加斯附近的火谷用沙漠岩漆雕刻的岩畫。所示區域寬約一米

## 用途
即使有含量高的鐵和錳，沙漠岩漆并無經濟價值。然而，美洲原住民的岩畫是用刮掉深色的漆皮來創造的。